# インコグニート (歯科)
インコグニート（Incognito）とは、歯列矯正の中の舌側矯正に用いる矯正システムのこと。

## 概要
通常の歯列矯正で用いるブラケットは既製のものを用いるが、インコグニートは患者の口腔内から採得した模型をスキャニングし、CAD/CAMを用いて歯一つ一つにおいてオーダーメイドのブラケットを作成、またそれに応じたアーチワイヤーをロボットがベンディングするシステムである。ドイツの開業医Dr. Wiechmannにより開発された。日本では2008年から3MUnitekにより供給が始まった。システムのメリットとしてオーダーメイドでブラケットを作成するためブラケットを薄く作成する事が可能で、患者の舌の不快感の軽減、またワイヤーも矯正医ではなくロボットがベンディングしたものを使用するため術者の負担軽減、技術レベルの平坦化がある。デメリットとしては、ドイツですべて製造されているためブラケットの紛失やワイヤーの破損等のトラブルが生じた際に迅速な処置ができないことがあげられる。

## 関連
- 歯列矯正
- 矯正歯科